# Hudson (hrabstwo Middlesex)
Hudson – jednostka osadnicza w Stanach Zjednoczonych, w stanie Massachusetts, w hrabstwie Middlesex.